# Liste der Naturdenkmale in Dannenfels
Die Liste der Naturdenkmale in Dannenfels nennt die im Gemeindegebiet von Dannenfels ausgewiesenen Naturdenkmale (Stand 28. März 2024).

## Naturdenkmale
| Nr.         | Bezeichnung                   | Lage                                   | Beschreibung                                                                                         | Bild                                    |
| ----------- | ----------------------------- | -------------------------------------- | --- | --------------------------------------- |
| ND-7333-030 | Kastanie Ortsmitte Dannenfels | Mittelstraße, bei Nr. 11 Lage          | auch Dicke Keschde oder Alter Keschdebaam; Castanea sativa, um 1350 gekeimt, 8 m hoch bei 9 m Umfang | Fotos hochladen                         |
| ND-7333-031 | Edelkastanie in der Golddelle | südlich des Ortes; Flur Golddelle Lage | Castanea sativa, um 1650 gekeimt, 20 m hoch bei 5,5 m Umfang                                         | mehr Fotos \| Fotos hochladen           |
| ND-7333-131 | Lindenreihe                   | östlich des Ortes an der L 398 Lage    | Tilia cordata, 17 Bäume; um 1890 gepflanzt, bis zu 16 m hoch                                         | Direkt Bild zu diesem Denkmal hochladen |

## Ehemalige Naturdenkmale
| Nr. | Bezeichnung | Lage                                                  | Beschreibung                             | Bild                                    |
| --- | ----------- | ----------------------------------------------------- | ---------------------------------------- | --------------------------------------- |
|     | Eiche       | Bastenhaus, nördlich der Gaststätte an der L 398 Lage | Quercus sp.; Rechtsverordnung aufgehoben | Direkt Bild zu diesem Denkmal hochladen |